# Piotr Pokora (matematyk)
Piotr Stanisław Pokora (ur. 1988 w Mielcu) – polski matematyk, dr hab., adiunkt Instytutu Matematycznego Polskiej Akademii Nauk i Instytutu Matematyki Wydziału Matematycznego Fizycznego i Technicznego Uniwersytetu Pedagogicznego im. KEN w Krakowie.

## Życiorys
Studiował matematykę na Politechnice Krakowskiej im. Tadeusza Kościuszki, a także odbył doktoranckie studia w Instytucie Matematyki na Wydziale Matematycznym Fizycznym i Technicznym Uniwersytetu Pedagogicznego w Krakowie. 25 marca 2015 obronił pracę doktorską Rozkłady Minkowskiego i degeneracje brył Okounkova, następnie uzyskał stopień doktora habilitowanego.
Objął funkcję adiunkta w Instytucie Matematyki na  Wydziale Matematycznym Fizycznym i Technicznego Uniwersytetu Pedagogicznego im. KEN w Krakowie, oraz w Instytucie Matematycznym Polskiej Akademii Nauk.

## Nagrody i wyróżnienia
- Nagroda Polskiego Towarzystwa Matematycznego im. Kazimierza Kuratowskiego[5]
- Nagroda Ministra Nauki i Szkolnictwa Wyższego[1]